# Ливица (Псковская область)
Ливица — деревня в Себежском районе Псковской области России. Входит в состав городского поселения Идрица. В 2017 году проживали 5 человек.

## География
Находится на юго-западе региона, в восточной части района, в лесной местности у реки Ливица.
Уличная сеть не развита.

## Климат
умеренно-континентальный влажный.
Величина суммарной солнечной радиации достигает 78-88 ккал на 1 см² в год. Относительно большая облачность в течение года значительно уменьшает продолжительность солнечного сияния, которое составляет в среднем около 1700 часов в год (то есть около 40 % от возможной продолжительности за этот период для данных широт).
Среднегодовая температура воздуха составляет +4,8 С. Наиболее холодным месяцем является январь со среднемесячной температурой −7,5 С. Самый жаркий месяц — июль со среднемесячной температурой +17,4 С. За год выпадает в среднем 602 мм осадков, причем основная часть в теплый период с апреля по октябрь — 425 мм. Средняя относительная влажность воздуха наиболее холодного месяца — 84 %, наиболее теплого — 77 %, среднегодовая относительная влажность воздуха около 80 %. Снежный покров появляется во второй декаде ноября, сходит — в первой декаде апреля. Высота снежного покрова не превышает 24 см.

## История
До 1924 года земли поселения Ливица входили в Себежский уезд Витебской губернии.
В 1941—1944 гг. деревня находилась под фашистской оккупацией войсками Гитлеровской Германии.
До 1995 года входила в Идрицкий сельсовет; после его преобразования, согласно Постановлению Псковского областного Собрания депутатов от 26 января 1995 года, в Идрицкую волость.
Законом Псковской области от 28 февраля 2005 года Идрицкая волость была упразднена, а её территория, включая деревню Ливица, вместе с пгт Идрица составили новосозданное муниципальное образование городское поселение Идрица

## Население
| 2001 | 2002 | 2010 |
| ---- | ---- | ---- |
| 7    | ↗8   | ↘7   |

### Национальный состав
Согласно результатам переписи 2002 года, в национальной структуре населения русские составляли 75 % от общей численности в 8 чел..

## Инфраструктура
Личное подсобное хозяйство.
Есть трансформаторная подстанция ТП- 133-07-325.

## Транспорт
Автомобильные дороги общего пользования местного значения «Ливица — Галузино» (идентификационный номер 58 ОП РЗ 58К-552), протяжённостью 4 км и «Князево — Ливица» (идентификационный номер 58-254-553 ОП МП 58Н-121) длиной в 0,5 км.